# Coupable Ressemblance
Pour plus de détails, voir Fiche technique et Distribution.
Coupable Ressemblance (True Believer) est un film de procès policier américain réalisé par Joseph Ruben, sorti en 1989.

## Synopsis
L'avocat Eddie Dodd, figure de proue de la contestation étudiante dans les années 60 et respecté pour avoir défendu les libertés civiles et les droits de ces concitoyens, s'est depuis spécialisé dans la défense de trafiquants de drogue. Cela navre beaucoup Roger Baron, son jeune assistant idéaliste, qui voudrait enfin voir son patron revenir à de belles et vraies causes. L'occasion se présente lorsqu'une Coréenne vient supplier Dodd de défendre son fils, emprisonné à tort depuis huit ans pour avoir abattu un chef de gang chinois et maintenant accusé du meurtre d'un détenu. Le tandem d'avocats décide tout d'abord d'éplucher consciencieusement le premier drame, demeuré obscur à bien des égards, et découvre plusieurs vices de forme.

## Fiche technique
- Titre original : True Believer
- Titre français : Coupable Ressemblance
- Réalisation : Joseph Ruben
- Scénario : Wesley Strick
- Production : Lawrence Lasker et Walter F. Parkes
- Musique : Brad Fiedel
- Photographie : John Lindley
- Montage : George Bowers
- Société de distribution : Columbia Pictures
- Pays de production :  États-Unis
- Langue : Anglais
- Format : Couleur - 35 mm
- Genre : Film de procès
- Durée : 108 minutes
- Dates de sortie :
  - États-Unis : 17 février 1989
  - France : 25 juillet 1990

## Distribution
- James Woods (VF : Joël Martineau) : Eddie Dodd
- Robert Downey Jr. (VF : Jean-Philippe Puymartin) : Roger Baron
- Yuji Okumoto : Shu Kai Kim
- Margaret Colin : Kitty Greer
- Kurtwood Smith : Robert Reynard
- Tom Bower : Cecil Skell
- Charles Hallahan : Vincent Dennehy
- Miguel Fernandes : Art Esparza
- Sully Diaz : Maraquilla Esparza
- Luis Guzmán : Ortega
- Joel Polis : Dean Rabin
- Kurt Fuller : George Ballistics
- Graham Beckel : Sklaroff
- John Snyder : Chuckie Loeder